# Pierre Nguyên Van Tot
Pierre Nguyên Van Tot (Vietnamien :  Phêrô Nguyễn Văn Tốt ; né le 15 avril 1949) est un prélat vietnamien de l'Église catholique et un diplomate du Saint-Siège.

## Biographie
Pierre Nguyên Van Tot est né le 15 avril 1949 à Thủ Dầu Một, province de Bình Dương, au Viêt Nam. Il est ordonné prêtre du diocèse de Phu Cuong le 24 mars 1974

## Carrière diplomatique
Il rejoint le service diplomatique du Saint-Siège le 1er mai 1985 et effectue des missions au Panama (en), au Brésil (en), au Zaïre (en), au Rwanda et en France. Il devient chargé d'affaires au Bénin le 27 novembre 1999. Il obtient un diplôme de l'Université pontificale urbanienne en 1987.
Le 25 novembre 2002, le pape Jean-Paul II le nomme archevêque titulaire de Rusticiana (de) et nonce apostolique au Bénin et au Togo. Il reçoit sa consécration épiscopale du pape Jean-Paul le 6 janvier 2003.
Le 24 août 2005, le pape Benoît XVI le nomme nonce apostolique au Tchad (en) et en République centrafricaine. Le pape Benoît le nomme nonce au Costa Rica (en) le 13 mai 2008.
Le 22 mars 2014, le pape François le nomme nonce apostolique au Sri Lanka (en). Le pape François accepte sa démission le 2 janvier 2020.

## Publications
- Le bouddha et le Christ: Parallèles et ressemblances dans la littérature canonique et apocryphe chrétienne, Urbaniana University Press, 1987 (ISBN 8840132848)